# Иянна (тамильская буква)
Иянна ( ஈயன்னா ) или ихарам ( ஈகரம் ) — четвёртая буква тамильского алфавита, обозначает долгий неогубленный гласный переднего ряда верхнего подъёма, используется в начале слова, внутри слова иянна передаётся с помощью контактного диакритического знака ீ соответствующего сингальскому знаку дига испилля. Отдельно буква "И" означает в тамильском языке слово "муха".
Пример: க் + ஈ = கீ .